# Златних једанаест
Златни тим је најуспешнији мађарски фудбалски тим свих времена. Овај тим је почео да се ствара 1950. и трајао је све до 1956. године, када су у једном делу тог периода нанизали рекорд од 32 узастопне утакмице без пораза.

## Чувених 11
1. Ђула Грошич (Grosics Gyula), Црни пантер (Fekete párduc) – голман
2. Јене Бузански (Buzánszky Jenő) – десни бек
3. Ђула Лорант (Lóránt Gyula) – центархалф
4. Михаљ Лантош (Lantos Mihály) – леви бек
5. Јожеф Божик (Bozsik József), Цуцу (Cucu) – офанзивни везни
6. Јожеф Закаријаш (Zakariás József), Заки (Zaki) – дефанзивни везни
7. Ласло Будаји (Budai László), Грбави (Púpos) – десно крило
8. Шандор Кочиш (Kocsis Sándor), Коцка (Kocka) – десни везни
9. Нандор Хидегкути (Hidegkuti Nándor), Стари (Öreg) – центарфор
10. Ференц Пушкаш (Puskás Ferenc), Бата, Галопирајући пуковник (Öcsi, Száguldó Őrnagy) – леви везни
11. Золтан Цибор (Czibor Zoltán), Луди, Крпена нога (Bolond, Rongylábú) – лево крило

- Густав Шебеш (Sebes Gusztáv) – Савезни капетан[1]

## Највећи успеси

### Олимпијске игре 1952.
1. Злато на Олимпијским играма 1952. године у Хелсинкију. Мађари су на Летње олимпијске игре 1952. стигли са скором две године без пораза. Тим је лако победио противнике у прелиминарним рундама, пре него што се у полуфиналу састао са браниоцем олимпијског шампиона из 1948. године, Шведском. Мађарска је демолирала Шведску резултатом 6 : 0 и пласирала се у финале против Југославије. Головима Ференца Пушкаша и Золтана Цибора обезбеђена је Мађарској победа од 2 : 0 и олимпијско злато.

| 2. август 1952. Мађарска на Летњим олимпијским играма 1952. |            |             |                                                                                   |
| Мађарска                                                    | 2 : 0      | Југославија | Град: Хелсинки Финска Судија: Артур Елис (Уједињено Краљевство) Гледалаца: 60.000 |
| Пушкаш 70’ · Цибор 88’                                      | (Извештај) |             | Град: Хелсинки Финска Судија: Артур Елис (Уједињено Краљевство) Гледалаца: 60.000 |

| · Мађарска | · Југославија |

| Мађарска:    |    |                   |
|              |    |                   |
| ГО           | 1  | Ђула Грошич       |
| ОД           | 2  | Јене Бузански     |
| ОД           | 3  | Михаљ Лантош      |
| ОД           | 4  | Јожеф Божик       |
| ОД           | 5  | Ђула Лорант       |
| СР           | 6  | Јожеф Закаријаш   |
| СР           | 7  | Нандор Хидегкути  |
| СР           | 8  | Шандор Кочиш      |
| НА           | 9  | Петар Палоташ     |
| НА           | 10 | Ференц Пушкаш (c) |
| НА           | 11 | Золтан Цибор      |
| Тренер:      |    |                   |
| Густав Шебеш |    |                   |

| Југославија:        |    |                   |
|                     |    |                   |
| ГО                  | 1  | Владимир Беара    |
| ОД                  | 2  | Бранко Станковић  |
| ОД                  | 3  | Томислав Црнковић |
| ОД                  | 4  | Златко Чајковски  |
| ОД                  | 5  | Ивица Хорват      |
| СР                  | 6  | Вујадин Бошков    |
| СР                  | 7  | Тихомир Огњанов   |
| СР                  | 8  | Рајко Митић (c)   |
| НА                  | 9  | Бернард Вукас     |
| НА                  | 10 | Стјепан Бобек     |
| НА                  | 11 | Бранко Зебец      |
| Тренер:             |    |                   |
| Милорад Арсенијевић |    |                   |

- Списак играча из тимова који су освојили медаље:

| Злато: | Сребро: | Бронза: |
| Мађарска Ђула Грошич Јене Далноки Ласло Будаји Ференц Пушкаш Золтан Цибор Јене Бузански Ђула Лорант Михаљ Лантош Јожеф Божик Јожеф Закаријаш Нандор Хидегкути Шандор Кочиш Петар Палоташ Имре Ковач Лајош Чордаш | Југославија Владимир Беара · Бранислав Станковић · Томислав Црнковић · Златко Чајковски · Иван Хорват · Вујадин Бошков · Тихомир Огњанов · Рајко Митић · Бернард Вукас · Стјепан Бобек · Бранко Зебец · Здравко Рајков · Славко Луштица · Душан Цветковић · Ратко Чолић | Шведска Карл Свенсон · Ленарт Самуелсон · Ерик Нилсон · Холгер Хансон · Бенгт Густавсон · Геста Ленарт Линд · Силве Бенгстон · Геста Лефгрен · Ингвар Ридел · Ингве Брод · Геста Сандберг · Олоф Алунд · |

### Лондон, 25. новембар 1953.
Златни тим је у анале фудбала ушао на велика врата победом против Енглеске у Лондону на Вемблију 1953. године. Резултат је био 6:3 за Мађаре. То је био први пораз Енглеза на домаћем терену од 1901.)
Енглеска–Мађарска 3 : 6 (2 : 4), Вембли, гледалаца 100.000, судија: Лео Хорн (Холандија)
Енглеска: Мерик, Ремзи, Екерсли, Рајт, Џонстон, Дикинсон, Стенли Метјуз, Тејлор, Мортенсон, Севел, Роб
Мађарска: Грошич (74. м Шандор Гелер), Бузански, Лорант, Лантош, Хидегкути, Божик, Закаријаш, Будаји, Кочиш, Пушкаш, Цибор
- Стрелци за Енглеску: Севел  15’; Мортенсон  37’; Ремзи  57’ (пен);
- Стрелци за Мађарску: Хидегкути ( 1’,  21’;  53’), Пушкаш ( 24’,  28’); Божик  50’;

## Мађарска − Енглеска
Узвратна утакмица је показала да Енглеска не може више да се дистанцира од континенталног фудбала, док остале репрезентације напредују. Резултат је био поражавајући за Енглезе укупан скор у две утакмице је био 13 : 4 за Мађарску.
| Мађарска                                                                         | 7 : 1            | Енглеска   |
| -------------------------------------------------------------------------------- | ---------------- | ---------- |
| Лантош 10’ · Пушкаш 17’, 71’ · Кочиш 19’, 57’ · Хидегкути 59’ · Јожеф Тот II 63’ | Сажетак утакмице | Бродис 68’ |

| Мађарска | Енглеска |

| GK           | 1  | Ђула Грошич       |
| RB           | 2  | Јене Бузански     |
| LB           | 3  | Михаљ Лантош      |
| DM           | 4  | Јожеф Божик       |
| CB           | 5  | Ђула Лорант       |
| CB           | 6  | Јожеф Закаријаш   |
| RW           | 7  | Јожеф Тот II      |
| FW           | 8  | Шандор Кочиш      |
| AM           | 9  | Нандор Хидегкути  |
| FW           | 10 | Ференц Пушкаш (c) |
| LW           | 11 | Золтан Цибор      |
| Селектор:    |    |                   |
| Густав Шебеш |    |                   |

| GK                 | 1  | Гил Мерик      |
| RB                 | 2  | Рон Стенфорт   |
| LB                 | 3  | Роџер Берн     |
| RH                 | 4  | Билу Рајт (c)  |
| CB                 | 5  | Сид Овен       |
| LH                 | 6  | Џими Дикинсон  |
| RW                 | 7  | Питер Харис    |
| IR                 | 8  | Џеки Севел     |
| CF                 | 9  | Бедфорд Џезард |
| IL                 | 10 | Ајвор Бродис   |
| LW                 | 11 | Том Фини       |
| Селектор:          |    |                |
| Валтер Винтерботом |    |                |

|  |

### Берн,1954.
Друго место на светском фудбалском првенству 1954. у Берну, Швајцарска. У финалу Мађарска је играла против СР Немачке и изгубила резултатом 2:3. Голове за Мађарску су постигли Пушкаш и Цибор по један гол а за Немачку Морлок један а Хелмут Ран два гола.
Пре почетка светског првенства у Швајцарској, фудбалска репрезентација Мађарске је сматрана за главног фаворита, такорећи сигурног победника.
Мађарска је била у другој групи заједно са репрезентацијама Немачке, Турске и Јужне Кореје.

#### Група 2
| Тим             | Поена | Ута | Поб | Нер | Изг | Г. дато | Г. прим |
| --------------- | ----- | --- | --- | --- | --- | ------- | ------- |
| Мађарска        | 4     | 2   | 2   | 0   | 0   | 17      | 3       |
| Западна Немачка | 2     | 2   | 1   | 0   | 1   | 7       | 9       |
| Турска          | 2     | 2   | 1   | 0   | 1   | 8       | 4       |
| Јужна Кореја    | 0     | 2   | 0   | 0   | 2   | 0       | 16      |

| 17. јун 1954. 18:00                                                                   |             |              |                                                                      |
| Мађарска                                                                              | 9 : 0       | Јужна Кореја | Цирих Хардтурм стадион Судија: Винсент (Француска) Гледалаца: 18.000 |
| Пушкаш 12’, 89’ · Лантош 18'’ · Кочиш 24’, 36’, 50’ · Цибор 59’ · Палоташ 75’, 83’ \| | (Репортажа) |              | Цирих Хардтурм стадион Судија: Винсент (Француска) Гледалаца: 18.000 |

| 20. јун 1954. 16:50                                                       |             |                                 |                                                                             |
| Мађарска                                                                  | 8 : 3       | Западна Немачка                 | Базел Стадион свети Јакоб Судија: Вилијам Линг (Енглеска) Гледалаца: 65.000 |
| Кочиш 3’, 21’, 67’, 78’ · Пушкаш 17’ · Хидегкути 50’, 54’ · Ј. Тот 73’ \| | (Репортажа) | Пфаф 25’ · Ран 77’ · Херман 81’ | Базел Стадион свети Јакоб Судија: Вилијам Линг (Енглеска) Гледалаца: 65.000 |

- Немци су морали да играју бараж са Турском да би се пласирали у следеће коло.

Плејоф:
| 23. јун 1954. 18:00                                                     |             |                                |                                                                      |
| Западна Немачка                                                         | 7 : 2       | Турска                         | Цирих Хардтурм стадион Судија: Винсент (Француска) Гледалаца: 18.000 |
| О. Валтер 7’ · Шефер 12’, 79’ · Морлок 30’, 60’, 77’ · Ф. Валтер 62’ \| | (Репортажа) | Ертан 21’ · Кучукандоњадис 82’ | Цирих Хардтурм стадион Судија: Винсент (Француска) Гледалаца: 18.000 |

- У такмичењу по групама, Мађарска је у уводној утакмици забележила рекордну победу против репрезентације Јужне Кореје од 9:0, што је и остало забележено као највећа гол-разлика која је постигнута на завршницама светског првенства до тада[5]) Другу утакмицу мађарска репрезентација је играла против репрезентације Западне Немачке, и ту утакмицу је Мађарска репрезентација добила са убедљивом гол-разликом од 8:3. На овој утакмици повреду је зарадио најбољи мађарски играч Ференц Пушкаш, што га је удаљило са терена на следеће две важне утакмице. Међутим Мађаре то није превише бринуло јер су сматрали да су убедљиво бољи од свих осталих репрезентација и да се могу пробити до финала и без свог најбољег играча[4].

##### Четвртфинале
| 27. јун 1954. 17:00                                     |             |                                  |                                                                              |
| Мађарска                                                | 4 : 2       | Бразил                           | Берн Ванкдорф стадион Судија: Артур Едвард Елис (Енглеска) Гледалаца: 60.000 |
| Хидегкути 4’ · Ш. Кочиш 7’, 88’ · Лантош 60’ (пенал) \| | (Репортажа) | Ђ. Сантос 18’ (пен) · Жулињо 65’ | Берн Ванкдорф стадион Судија: Артур Едвард Елис (Енглеска) Гледалаца: 60.000 |

- У четвртфиналу Мађари су се састали са Бразилцима. Утакмица је требало да буде за памћење, и остале је, али не по лепоти фудбала већ по грубостима. Искључени су један мађарски (Јожеф Божик 71') и два бразилска играча (Нилтон Сантос 71' и Умберто 79'). На крају утакмице, која је завршена резултатом 4 : 2 за Мађаре, бразилски играчи су улетели на клупу Мађара и избила је општа туча. Једини који није учествовао у свему овоме је био Лорант Ђула, за кога је важило да је један од најчвршћих мађарских одбрамбених играча[4].

##### Полуфинале
| 30. јун 1954. 18:00                                |             |                  |                                                                  |
| Мађарска                                           | 4 : 2       | Уругвај          | Лозана, Олимпик стадион Судија: Грифитс (Велс) Гледалаца: 37.000 |
| Цибор 13’ · Хидегкути 46’ · Ш. Кочиш 111’, 116’ \| | (Репортажа) | Хохберг 75’, 86’ | Лозана, Олимпик стадион Судија: Грифитс (Велс) Гледалаца: 37.000 |

- Полуфинале је донело једну од најбољих утакмица. Резултат у регуларних 90 минута је био 2:2, борба се водила између браниоца титуле светског првака, Уругваја и нових звезда на фудбалском небу, Мађара. У продужецима, са два гола које је постигао главом (по чему је и био познат), Шандор Кочиш је обезбедио својој репрезентацији учешће у финалу[4].

#### Финале
| 4. јул 1954. 17:00      |             |                           |                                                                          |
| Мађарска                | 2 : 3       | Западна Немачка           | Берн, Ванкдорф стадион Судија: Вилијам Линг (Енглеска) Гледалаца: 60.000 |
| Пушкаш 6’ · Цибор 8’ \| | (Репортажа) | Морлок 10’ · Ран 18’, 84’ | Берн, Ванкдорф стадион Судија: Вилијам Линг (Енглеска) Гледалаца: 60.000 |

Састав екипа:
- Мађарска — Грошич, Бузански, Лантош, Божик, Лорант, Закаријаш, М. Тот Цибор, Кочиш, Хидегкути и Пушкаш. Тренер:Густав Шебеш[4].
- Западна Немачка — Турек, Посипал, Колмајер, Екел, Либрих, Мај, Ран, Морлок, О. Валтер, Фриц Валтер и Шефер. Тренер:Сеп Хербергер[4].
- У великом финалу, за Мађаре, екипи се придружио недовољно опорављени капитен Ференц Пушкаш. Састав Мађара је из тог разлога био измењен у односу на претходне две утакмице, тако да је фудбалска репрезентација Мађарске наступила у саставу. Грошич, Бузански, Лорант, Лантош, Божик, Закаријаш, Цибор, Кочиш, Хидегкути, Пушкаш и Тот.. Ова имена су уливала страхопоштовање противнику и за непуних осам минута Мађарска је водила са 2 : 0. У тим моментима се чинило да ће се поновити резултат из такмичења по групама и да ће Мађари славити убедљиву победу. Међутим већ у 18. минуту резултат је гласио 2 : 2. Хладан туш за Мађаре. Од тога момента се водила беспоштедна рововска битка по кишом расквашеном терену. Лака коњица је јуришала у таласима али без успеха, сјајна Немачка панцер одбрана је одолевала свим искушењима. Одлука је пала у 84. минуту, када је Ран пресекао једну лопту, финтом избацио мађарског одбрамбеног играча и сјајним шутем, у десну страну гола, сместио лопту у мрежу поред немоћног голмана мађарске репрезентације Грошича. Резултат од 3 : 2 је остао до последњег судијског звиждука који је донео неверицу и тугу у редове најбољег састава које Мађарска икада имала у фудбалу[4].

## Коначни поредак
| Западна Немачка |
| Мађарска        |
| Аустрија        |

## Стрелци
| Шандор Кочиш     | Гол · Гол · Гол · Гол · Гол · Гол · Гол · Гол · Гол · Гол · Гол |
| Ференц Пушкаш    | Гол · Гол · Гол · Гол                                           |
| Нандор Хидегкути | Гол · Гол · Гол · Гол                                           |
| Золтан Цибор     | Гол · Гол · Гол                                                 |
| Михаљ Лантош     | Гол · Гол                                                       |
| Петар Палоташ    | Гол · Гол                                                       |
| Јожеф Тот II     | Гол                                                             |

Лака коњица је на овом првенству на укупно 5 утакмица постигла 27 голова (5,4 гола по утакмици), а Кочиш је оборио голгетерски рекорд (претходних првенстава) и постао први стрелац Светског купа (Златна копачка) са 11 постигнутих голова (2,2 гола по утакмици) .

## Историјат Златног тима
Лака коњица, Моћни Мађари само су неки од познатијих надимака Златног тима, који је у ствари у периоду од 4. маја 1950. па до 4. јула 1954. године само четири пута изашао на зелени терен у свом легендарном саставу.
- У Риму, 17. маја 1953, против Фудбалске репрезентације Италије,
- У Будимпешти, 15. новембра 1953, против Фудбалске репрезентације Шведске,
- У Лондону, 25. новембра 1953, против Фудбалске репрезентације Енглеске и
- У Бечу, 11. априла 1954, против Фудбалске репрезентације Аустрије

Такође ова екипа није завршила ни ове утакмице у почетном саставу, улазили су Палоташ и Гелер.
- Мађарска је такође била победник Централноевропског интернационалног купа (1948 - 1953), ту су играле само аматерске екипе, што за источну Европу то није био проблем јер у тим земљама у то време званично није било професионалног фудбала.